# DC Comics in Italia
I diritti per la pubblicazione in italiano dei fumetti DC sono stati detenuti da diversi editori nel corso degli anni. Le case editrici che hanno pubblicato materiale DC sono state le Edizioni Juventus, l'Editore SAEV-Vecchi, la Casa editrice Vittoria, la Società editrice Cremona Nuova, la Mondadori, la Williams, la Cenisio, l'Editoriale Corno, la Labor Comics, la Rizzoli, la Comic Art, la Play Press, la Magic Press, la Kappa Edizioni, la Planeta de Agostini, la BAO Publishing, RW Edizioni, Editoriale Cosmo, Editrice Il Castoro e Panini Comics. Il 13 gennaio 2020 la Panini Comics ha annunciato di aver comprato i diritti per la pubblicazione dei fumetti della casa statunitense a partire dal 2 aprile 2020.

## Il periodo anteguerra (1939-1940)
Il debutto del primo fumetto DC avviene sul n.19 della serie Gli Albi dell'Audacia del 2 luglio 1939 delle Edizioni Juventus. Si tratta di una storia di Superman che però non è tratta dalla serie regolare Action Comics ma dalle strisce giornaliere realizzate per i quotidiani statunitensi. Inoltre in ottemperanza alle politiche dell'Italia fascista il personaggio viene italianizzato. Di conseguenza il nome di Superman diviene Ciclone e il simbolo sul petto non prevede più la S ma i colori della bandiera italiana. Anche il resto del costume non mantiene i colori originali e le traduzioni e i disegni vengono cambiati radicalmente per dare al fumetto un'ambientazione italica. Viene pubblicato fino al 1940 su Albi dell'Audacia, su 2 de L'Audace (Editore SAEV-Vecchi), su un Albogiornale (Casa Editrice Vittoria) e su Albi Juventus (Società editrice Cremona Nuova e Casa Editrice Vittoria).
Il nome Ciclone con cui viene chiamato Superman in questo periodo non va confuso con il supereroe italiano Ciclone di Carlo Cossio pubblicato anch'esso su Albogiornale tra il 1947 e il 1948. Si tratta comunque di una versione italiana di Superman di cui ricalca la forza sovraumana e l'invulnerabilità. Le storie di Cossio presentano però una vena ironica e dissacrante che le rendono una parodia del genere supereroistico.

## Il primo dopoguerra (1945-1947)
Dopo la fine della seconda guerra mondiale, i fumetti DC tornano grazie alla Casa Editrice Milano o Edizioni Milano (poi divenuta Edizioni Mondiali) che tra il 1945 e il 1946 pubblica una serie antologica senza titolo (ma citata come Collezione Uomo Mascherato prima serie). La pubblicazione ha frequenza settimanale e conta 31 albi (senza data di pubblicazione) nei quali si presentano a rotazione diversi personaggi del periodo Golden Age della DC Comics. Superman viene però ancora presentato con diversi nomi generici quali "L'Uomo d'Acciaio", "L'Uomo Mascherato", "L'Uomo Prodigio" mentre Batman viene ribattezzato "L'ala d'acciaio". Su questa serie debuttano anche Lanterna Verde/Alan Scott, Crimson Avenger, lo Spettro, Hourman, e Sandman/Wesley Dodds (chiamato prima Saetta e poi l'Uomo della Sabbia). Le traduzioni sono ancora approssimative e le tavole originali vengono ancora modificate o ridisegnate. Mancano sempre i credits e raramente viene pubblicata una cover delle serie originali.
Tra il 1945 e il 1947 le Edizioni Milano pubblicano altre due storiche serie quali Collezione Uomo Mascherato (seconda serie) e il giornale Urra! (pubblicato tra il 27 aprile 1947 e il 2 novembre dello stesso anno). Per quanto riguarda la Collezione Uomo Mascherato non si hanno date certe perché non presenta date di pubblicazione ma se ne conosce la periodicità settimanale. Dal n.67 cambia il titolo in Collezione Uomo d'Acciaio in virtù del successo delle storie si Superman qui pubblicate. Inizialmente il termine Uomo Mascherato con cui si intitola la serie, indicava il personaggio principale che era Blue Beetle (allora ancora edito dalla Fox Comics e ora facente parte dei personaggi DC). Sempre su questa serie appare Batman (come Fantasma dal n.48) e per la prima volta in Italia si vedono Joker (sul n.58) e Lex Luthor (sul n.46). Robin (con il nome "Aquilotto") appare per la prima volta in una storia pubblicata su Urra! nel 1947. Tutte le storie pubblicate su queste serie provengono dalle strisce realizzate per i quotidiani statunitensi (ignorando quelle dei comic-books) e si tratta di materiale tradotto dalle pubblicazioni francesi. Le strisce sono ritoccate o ridisegnate e spesso il senso delle storie viene stravolto. Tra l'altro i personaggi DC vengono pubblicati con quelli di altre case editrici come per esempio Tarzan e il già citato Blue Beetle. Da notare che in diversi albi di Collezione Uomo Mascherato (poi Collezione Uomo d'Acciaio) Superman viene correttamente tradotto in "Superuomo" mentre Clark Kent viene ribattezzato "Dan Carret".

## L'epoca Mondadori (1954-1974)
Nei primi anni cinquanta è la Mondadori a prendere i diritti per la pubblicazione dei personaggi DC in Italia e il 16 maggio 1954 lancia la serie Albi del Falco - Nembo Kid. Il protagonista è Superman, qui chiamato Nembo Kid (perdurando l'usanza in auge dal periodo fascista di evitare il nome originale), e le storie sono tratte dalle serie regolari Action Comics e Superman (e non più dalle strips dei quotidiani). Restano i rimaneggiamenti, le traduzioni errate e un Superman senza il suo classico simbolo sul costume. Il formato è a 32 pagine 12,5X18 cm, simile agli Albi della Rosa che contenevano materiale della Disney. Questa rimane la serie della DC più longeva pubblicata in Italia, per un totale di 574 numeri nell'arco di circa 16 anni. Inizialmente è quindicinale per poi passare (dal n.103) a settimanale. Sul n.33 torna anche il personaggio di Batman, qui chiamato "Pipistrello" e dal n.105 arrivano anche per lui le edizioni delle storie delle serie regolari Detective Comics e Batman. Da segnalare che sulla collana cominciano ad essere pubblicate storie prese in ordine sparso dalle serie denominate Superman Family. Dal n.47 arriva Superboy, qui chiamato Nembo Kid Ragazzino, con storie tratte da Adventure Comics e Superboy. Dal n.50 vengono anche presentate storie tratte da Superman's Pal Jimmy Olsen e dal n.143 le avventure di Lois Lane tratte da Superman's Girlfriend Lois Lane. Supergirl arriva nel n.197 ma viene ribattezzata "Nembo Star". Nel n.221 viene pubblicata la prima storia in Italia della Legione dei Super-Eroi, qui chiamata "Legione degli Ultra Eroi".
Il 20 giugno 1960 nasce anche l'almanacco mensile Superalbo - Nembo Kid (poi divenuto Batman - Nembo Kid), un mensile di 68 pagine in grande formato dove si possa dare più spazio alle nuove storie e personaggi nati negli Stati Uniti con l'inizio della Silver Age dei comics. Su questa nuova serie vengono presentate con una certa continuità le storie della Legione dei Supereroi di Jim Shooter e Flash II (Barry Allen) di John Broome e Carmine Infantino, anche se queste sono presentate a zig-zag anche sugli Albi del Falco. Su Superalbo - Nembo Kid n.20 viene presentata la celebre storia Flash dei due mondi, tratta da Flash (Vol.1) n.123, in cui Barry incontra il Flash della Golden Age Jay Garrick, dando origine al primo Multiverso DC. Anche se in maniera approssimativa e arbitraria, la Mondadori pubblica diverse storie di alcuni personaggi Silver Age quali Green Lantern II (Hal Jordan), Freccia Verde, la Justice League of America (qui chiamata "Amici della legge") e Teen Titans (come "Giovani Titani"). Nell'albo 529 di Albi del Falco finalmente Superman prende il suo nome originale, che appare anche in copertina. Anche il suo costume viene presentato nella versione originale e dal n.575 (aprile 1967) il titolo della collana diviene Superman assumendo anche un formato molto simile al comic-book originale (solo poco più largo e basso). Da notare che nel dicembre 1966 viene anche lanciata una serie dal titolo Batman che cerca di sfruttare la rinnovata popolarità del personaggio in seguito alla prima forma di bat-mania seguita alla trasmissione degli episodi dello show televisivo Batman, dove il Cavaliere incappucciato è interpretato da Adam West. Nel 1968 c'è un salto di qualità nell'edizione Mondadori sia di Superman che di Batman, il formato è ormai quasi identico a quello del comic book originale, la metà delle pagine sono a colori e le traduzioni migliorano, la periodicità è quattordicinale. Questo però non basta a bloccare la perdita di lettori e una progressiva disaffezione per i personaggi DC ormai reduci da decenni di edizioni alterate, censurate e disorganiche, con i nomi degli stessi supereroi e supercriminali quasi mai fedeli agli originali e nessun rispetto per la continuity dell'universo fumettistico di riferimento. Nel marzo 1970 chiude Superman (con il n.651) e Batman (con il n.82). Il mese successivo Editoriale Corno dà inizio all'epoca Marvel in Italia con la pubblicazione de L'Uomo Ragno n.1 (aprile 1970) a cui fa seguito Devil (maggio 1970). Il Mitico Thor e i Fantastici Quattro escono nel 1971. Gli albi di supereroi Corno godono di buone traduzione e ottime colorazioni (se paragonate a quelle Mondadori), inoltre non soffrono di rimaneggiamenti (se non lievi) e presentano ai lettori un nuovo universo fumettistico che risulta essere da subito più coerente e attuale rispetto a quello della DC Comics.
Mondadori pubblica ancora un paio di storie di Flash sulla collana trimestrale Comix, pubblicata tra il 1970 e il 1971 e durata solo 3 numeri. Tra il 1973 e il 1974 riprende il personaggio di Wonder Woman e lo presenta sulla collana Il Mago - la rivista dei fumetti e dell'umorismo. Fino ad allora la supereroina era apparsa in Italia con il nome di "Stella" come co-protagonista delle avventure della Justice League, ma ora si presentano le storie delle serie a lei dedicate. Sorprendentemente però si pubblicano le storie (ormai datate) del periodo Golden Age e che non riescono più ad suscitare l'interesse dei lettori anni settanta. Le storie pubblicate sono una decina (dal n.21 al n.32). Gli unici aspetti positivi di questa edizione sono il ripristino del nome originale e della continuity del personaggio, infatti la prima storia pubblicata è quella tratta da All American Comics n.8 del dicembre 1941 (prima apparizione del personaggio).

## Gli anni settanta: Williams, Cenisio e Editoriale Corno (1971-1979)
L'anno dopo la chiusura delle testate di Superman e Batman della Mondadori, i personaggi vengono riproposti dalla casa editrice Williams Intereuropa. Nel luglio 1971 escono le due serie Superman e Batman che inizialmente hanno periodicità mensile ma a partire dal giugno 1972 passano ad essere quindicinali di 48 pagine. Il formato è simile a quello originale ma mezzo centimetro più basso e mezzo centimetro più largo. Tutte le pagine sono colorate ma la grafica, la colorazione e il lettering sono pessimi. Questo è dovuto al fatto che risultava difficile reperire gli impianti originali e quindi le storie sono ricolorate in Italia. La qualità media non è però inferiore a quelle offerta dalla Mondadori ma non è all'altezza agli albi Marvel editi in quel periodo dall'editoriale Corno. L'aspetto positivo è dato dall'inserzione (talvolta) di adesivi e la volontà di espandere il parco testate proponendo alcune delle storie più importanti della Silver Age. Difatti a giugno del 1972 parte anche una serie dedicata a Flash II (Barry Allen) che include storie di Aquaman. Su Batman si vedono le storie di Lanterna Verde II (Hal Jordan) tra le quali alcune disegnate da Gil Kane e altre tratte dal memorabile ciclo di Dennis O'Neil e Neal Adams prese da Green Lantern e Green Arrow. Su Superman invece vengono pubblicate anche storie della Legione dei Super-Eroi e di Lois Lane. L'espansione della Williams ha però vita breve: la serie Flash chiude con il n.15 (marzo 1973) e Batman chiude con il n.21 (gennaio 1974). Per Superman si tenta un rilancio con una serie rinominata Collana Super e che vede alternarsi storie di Superman a storie di Superboy, che si scambiano anche il logo. Il tentativo di rivitalizzare almeno il supereroe più celebre della DC non ha successo e la collana chiude con il n.28 (luglio 1974).
Il 1975 segna uno dei punti più bassi per l'interesse dei fumetti DC in Italia, infatti nessun editore ne pubblica le storie. Nel contempo l'Editoriale Corno consolida il dominio del mercato supereroistico Marvel grazie all'espansione delle sue collane e del numero di lettori.
La DC torna in edizione italiana nel 1976 grazie alla casa editrice Cenisio che propone inizialmente due serie ormai classiche cioè Superman e Batman. Per i primi 13 numeri si tratta di albi di 48 pagine (a 300 L.) con tutte le pagine colorate, traduzioni fedeli, note sulle edizioni originali e crediti dell'opera (prima volta in Italia per gli albi DC). Il rapporto qualità/prezzo regge il confronto con gli albi Corno ma già dopo un anno, nel 1977 solo una parte delle pagine sono colorate e le dimensioni dell'albo sono ridotte. Nonostante questo nel 1978 si lancia una serie dedicata a Flash, con 48 pagine che passano a 32 nel 1980 (n.21). Nel 1979 viene lanciata la serie Sgt.Rock e una serie sulla Legione dei Super-Eroi (la periodicità varia da bimestrale a trimestrale). Nel marzo del 1980 si arriva anche a lanciare la serie Wonder Woman (la prima intitolata all'Amazzone per il mercato italiano). Dal n.5 diviene Aquaman e Wonder Woman ma chiude già con il n.8 (ottobre 1980). Durante questo periodo Cenisio lancia anche diversi speciali tra cui Superman contro Cassius Clay, Shazam, con le storie del Capitan Marvel originale, e Batman contro Hulk.
Nella seconda metà degli anni settanta anche Editoriale Corno pubblica materiale DC. Il primo albo è lo speciale L'Uomo Ragno contro Superman, pubblicato in formato oversized con colori e grafiche molto simile all'edizione originale. Si tratta del primo albo in cui un supereroe DC si incontra con un supereroe Marvel e ad affrontarsi sono proprio i due personaggi più famosi dei rispettivi editori (ormai padroni del mercato). Da marzo del 1977 la Corno lancia anche una serie quindicinale su Kamandi, che pubblica l'intero ciclo realizzato da Jack Kirby, in appendice vi sono altre storie di Kirby quali quelle realizzate per la serie Superman's Pal Jimmy Olsen e il Sandman originale (cioè Wesley Dodds). Inoltre pubblica per la prima volta in Italia alcune storie tratte dal ciclo del Quarto Mondo, concepita e realizzata da Kirby a inizio anni settanta dopo il suo divorzio dalla Marvel Comics. La serie si conclude nell'agosto del 1978 dopo 38 numeri. Sempre dal marzo del 1977 esce un altro quindicinale dal titolo Il Soldato Fantasma con in appendice le storie de Lo Spirito del Carro (Haunted Tank in originale). La serie dura 16 numeri fino all'ottobre dello stesso anno. Bisogna sottolineare che le due serie Kamandi e Il Soldato Fantasma hanno un formato e colorazione fedeli all'originale, godono di una buona traduzione e parte redazionale. Si tratta infatti delle migliori edizioni DC Comics mai edite in Italia, superiori anche a quelle della Cenisio che in questo periodo pubblica le storie dei personaggi più famosi quali Superman e Batman. Dal giugno del 1978 la Corno pubblica anche una serie antologica chiamata Il Super-Eroe, dal formato ridotto ma sempre con buone colorazioni e traduzioni. Contiene diverso materiale prodotto da Kirby e tratto dalle serie Forever People, Mister Miracle e Challengers of the Unknown, oltre a Starfire, Isis e Star Hunters.

## La crisi del fumetto supereroistico (1980-1986)
A partire dal 1980 in Italia arriva una profonda crisi dei fumetti (soprattutto dei supereroi Marvel e DC) che porta ad una lenta ma inesorabile diminuzione delle vendite che colpisce sia l'Editoriale Corno che la Cenisio. La prima è costretta a chiudere tra il 1980 e il 1983 quasi tutte le sue testate. Rimane in edicola solo con la seconda serie dell'Uomo Ragno che chiude con il n.58 (febbraio 1984) e con le ristampe dello stesso personaggio su L'Uomo Ragno Gigante, che chiude il mese dopo con il numero 93. I personaggi DC riescono a rimanere in edicola qualche mese di più, l'ultimo albo della Cenisio esce infatti nel dicembre 1984 ed è il n.108 della serie Superman.
La DC Comics torna in edicola grazie alla Labor Comics nell'ottobre del 1985. Questo mese esce infatti la rivista Match che contiene storie su Jonah Hex, il Vigilante e quelle basate sulla serie TV Visitors. L'edizione è di alta qualità con rilegatura brossurata (72 pagine), copertina plastificata e carte patinata. Si tratta della miglior edizione italiana degli albi DC sino ad allora. Lo stesso mese viene lanciata anche la rivista Alien con materiale dell'etichetta Epic Comics della Marvel. I progetti della Labor sono ambiziosi e molto curati ma la sua vita editoriale non dura nemmeno un anno e chiude le pubblicazioni nel luglio 1986. Match dura appena sei numeri. La casa editrice pubblica anche due volumi cartonati a bassa tiratura e che racchiudono due miniserie non di primaria importanza se si considera l'offerta della DC dell'epoca. Il primo volume si intitola Super Powers e racchiude l'omonima miniserie di 5 numeri disegnata da Jack Kirby e scritta da Joey Cavalieri. La storia è fuori continuity rispetto all'Universo DC e si basa su una linea di action figures uscite negli Stati Uniti per la Kenner. Si tratta quindi di un'operazione di merchandising del 1984 che acquista poco significato nel panorama editoriale italiano del 1986. Il secondo volume ha come protagonista Ray Palmer (il secondo Atom), un personaggio secondario dei supereroi DC. Qui ci viene presentata una sua miniserie del 1983 che vede ai testi Jan Strnad e ai disegni Gil Kane.

## Il ritorno della DC Comics: Rizzoli e Comic Art (1988-1995)
Il ritorno della DC in Italia dopo 4 anni di assenza avviene grazie alla Rizzoli nel gennaio 1988. L'editore sceglie di partire dalla pubblicazione di una opere più celebri del decennio: Batman: Il ritorno del Cavaliere Oscuro di Frank Miller. Il problema è che la miniserie viene inserita nella rivista Corto Maltese che presenta materiale non supereroistico e con traduzioni e stampa non all'altezza dell'opera originale. I quattro capitoli che la compongono vengono diluiti in un arco di tempo di 18 mesi, dal gennaio 1988 al giugno 1989. La stessa fine viene subita dalla miniserie Ronin, sempre di Frank Miller. Rizzoli si concentra sulle miniserie che maggiormente hanno ridefinito i comics come mezzo di intrattenimento, ovvero Watchmen e V for Vendetta di Alan Moore, le opere sopra citate di Miller (a cui si aggiunge Batman: Anno uno) e Black Orchid di Neil Gaiman. La qualità dell'edizione italiana rimane scarsa, mancano le copertine originali (quasi sempre), e il tutto viene sempre pubblicato come inserto su una rivista antologica come Corto Maltese, ormai in crisi di vendite e forse per questo si cerca di mantenerla in vita con la pubblicazione caotica (come periodicità e formato) delle migliori opere DC dell'ultimo decennio. La Rizzoli riporta in Italia Superman con la miniserie Man of Steel di John Byrne. Si tratta della prima opera post-Crisi pubblicata in edizione italiana e serve da nuovo punto di partenza (è quindi un reboot) per Superman dopo gli eventi di Crisi sulle Terre infinite. Byrne ha infatti il compito di rinarrarne la genesi e ricontestualizzarlo nel nuovo universo DC. Il primo inserto esce su Corto Maltese n.59 dell'agosto 1988. Non ci sono le copertine, la carta è scadente e manca addirittura l'ultima tavola dell'ultimo capitolo, quella che chiude l'opera. Siamo quindi di fronte ad una delle peggiori edizioni dai tempi della Mondadori. Successivamente viene pubblicata anche la collana regolare mensile curata da Byrne ma anche in questo caso l'edizione è pessima e si saltano anche dei numeri. Migliore sorte non tocca a Watchmen che viene pubblicato in appendice a Superman con mini capitoli di 8 pagine (spezzando il capitolo originale in tre parti) e omettendo le appendici testuali. L'opera di Moore arriverà ad avere inserti autonomi con una periodicità che varia dal bimestrale al trimestrale. Bisogna però sottolineare che Watchmen viene riproposto nel 1993 in un unico volume in formato comic book con tutte le copertine, le appendici, con carta e stampa pregiata e ottima traduzione. Lo stesso tipo di edizione viene riservata per V for Vendetta e per Batman: Il ritorno del Cavaliere Oscuro. Rizzoli decide però di non puntare su una edizione organica delle serie DC dell'epoca post-Crisi e di fatto ne abbandona progressivamente i diritti già a partire dal 1990, arrivando a lasciare Superman nel 1993 (proprio poco prima della sua epocale morte, pubblicata invece da Play Press) e puntando solo su Batman, affidato alla Glénat. Questa lancia una serie quindicinale nel settembre del 1992 che segue immediatamente il ciclo di storie narrate in Batman: Anno Uno e dal n.15 pubblica anche le storie della serie Legends of the Dark Knight (che sono fuori continuity). In appendice arriva anche a pubblicare le primissime storie del Cavaliere Oscuro della Golden Age. La serie però si ferma nel marzo 1995 a ridosso dell'edizione della saga Knightfall, celebre per l'introduzione Bane, una delle nemesi più riuscite e popolari della epoca moderna di Batman.
Nel 1989, solo un anno dopo la Rizzoli, anche la casa editrice Comic Art punta a rilanciare in Italia i fumetti DC. Nell'agosto di quell'anno esce infatti il primo numero di All American Comics, titolo che ricorda una delle serie più famose della Golden Age dell'editore statunitense. L'edizione risulta essere discretamente curata nelle traduzioni e nella grafica ma il problema riguarda la scelta dei contenuti che raccoglie nella stessa rivista serie di diverse case editrici spesso distanti nei contenuti, nel genere e nel periodo di pubblicazione. Si passa quindi dal personaggio pulp Shadow di Howard Chaykin alla serie post-Crisi su Deadman, per poi passare a Stray Toaster di Bill Sienkiewicz della Epic Comics e al Muden's Bar di Brian Bolland della First Comics. Oltre a questo materiale viene anche pubblicato Rom Spaceknight (serie Marvel nata per pubblicizzare un giocattolo), una graphic novel dell'Uomo Ragno, American Flagg di Howard Chaykin, Shadow di Mike Kaluta e Li'l Abner di Al Capp (degli anni cinquanta). Il primo ciclo della rivista termina nel 1990 dopo 12 numeri. La Comic Art decide però di rilanciarla partendo dal numero 13 e confondendo ulteriormente il lettore riguardo al materiale proposto. Infatti da questo numero si alternano albi con materiale DC ad albi (quelli pari) con materiale Marvel. Dal n.20 propone solo materiale di quest'ultima e chiude con il n.51 (marzo 1994) in seguito all'arrivo della Marvel Italia. Nel giugno del 1990 lancia una nuova serie antologica (formato comic book) dal titolo Horror. In questo caso il genere delle storie presentate è esplicito nel titolo anche se nei contenuti non c'è solo materiale DC ma anche di altre case editrici. Il merito di questa serie è di aver tentato di proporre in Italia quell'insieme di titoli, curati da Karen Berger a fine anni ottanta, che porteranno nel 1993 alla formazione dell'etichetta Vertigo. Vi si trovano infatti Hellblazer, Swamp Thing e Sandman di Neil Gaiman. La serie non ha però fortuna e chiude l'anno dopo con il n.13 (luglio 1991). Dopo la chiusura di Horror e il passaggio di All American Comics a solo materiale Marvel, la Comic Art lancia una nuova serie antologica dal titolo DC Comics Presenta dove inserisce svariato materiale DC spesso iniziato in precedenti pubblicazioni. Qui si conclude il ciclo del Deadman di Neal Adams (iniziato su All American Comics), continua Swamp Thing di Alan Moore (ripreso da Horror), Sandman, Hellblazer, Books of Magic, Demon di Matt Wagner, la miniserie Deadman: Love after Death, e la miniserie Death: l'alto costo della vita. Quest'ultima è la prima edizione italiana della prima serie DC pubblicata sotto l'etichetta Vertigo. Nonostante la qualità del materiale proposto la rivista non riesce a raccogliere nuovi lettori, anche perché si ritrova a proporre spesso serie già iniziate su pubblicazioni precedenti. L'editore cambia quindi completamente il formato e contenuto del materiale proposto e vara degli albi che copiano fedelmente il comic book statunitense di 32 pagine. Partano le serie Sandman, Shade, Swamp Thing e Hellblazer. Si passa quindi da riviste antologiche contenenti materiale talvolta disomogeneo ad albi incentrati su una singola serie DC. Il progetto non funziona e dopo appena un anno chiude. Siamo nel 1995 e la Comic Art cessa di pubblicare materiale DC Comics in Italia. Nello stesso anno termina anche Batman, gestita dalla Glénat, con il doppio numero 51/52 (marzo). L'intero parco testate della DC passa quindi alla Play Press come unico licenziatario. Quest'ultima ha già cominciato a pubblicare dal 1990 quelle serie a cui non era interessata la Rizzoli o non rientravano tra quelle detenute dalla Comic Art.

## Il periodo Play Press (1990-2006)
La Play Press è stata una delle prime case editrici a riportare i fumetti statunitensi in edicola dopo la crisi dei primi anni ottanta. Nell'aprile del 1986 pubblica infatti una serie sui Transformers, allora in licenza alla Marvel Comics. Nel 1988 lancia Gli eroici G.I.Joe per poi arrivare l'anno successivo a pubblicare Iron Man, prima serie di genere supereroistico edita da Play Press. L'interesse a pubblicare serie DC Comics si concretizza nel 1990 con l'uscita della serie Justice League che debutta con la miniserie Legends per poi pubblicare la nuova versione della Lega della Giustizia post-Crisi degli autori DeMatteis-Giffen-Maguire. La serie comprimaria è Wonder Woman di George Pérez e il la miniserie Millennium. Si tratta del tentativo di proporre in Italia il materiale del nuovo universo DC nato in USA a partire dal 1986 dopo gli eventi di Crisi sulle Terre infinite. La Play pubblica anche il nuovo Flash, cioè Wally West e fa uscire la serie Green Arrow che contiene il rilancio del personaggio ad opera di Mike Grell. In appendice arriva anche Green Lantern cambiando il titolo della testata in Green Arrow/Green Lantern. Entrambe le serie non riscuotono il successo sperato e chiudono nel 1992, Justice League con il n.33 (dicembre) e Green Arrow/Green Lantern con il n.28/29 (numero doppio uscito a luglio). In aiuto alla Play arriva la chiusura di Corto Maltese e il passaggio dei diritti di Superman a cui seguono quelli di Batman nel 1995. Nel novembre del 1993 esce la nuova serie di Superman che ricomincia dal ciclo di storie che ruotano intorno alla sua morte e resurrezione. La scelta è vincente e il numero dove l'Uomo d'acciaio soccombe a Doomsday vende oltre 100 000 copie. A giugno del 1994 esce anche Superman Classic che riprende le storie di Superman uscite tra la miniserie The Man of Steel di Byrne (quella che ridefinisce il personaggio per l'epoca contemporanea) e il periodo immediatamente precedente La morte di Superman. Nel marzo dello stesso anno esce il mensile Lobo, dedicato all'omonimo anti-eroe, a cui seguono Flash, l'antologico DC Prestige e DC Collection (novembre). Il primo albo dedicato a Batman della Play Press è Le avventure di Batman, che ripropone le storie (fuori continuity) ispirate nei temi e nella grafica al cartone animato di successo (uscito anche in Italia in quel periodo) di Paul Dini. La prima serie a proporre le storie ambientate nel DC Universe è Batman Saga del novembre 1995 che parte con l'intero ciclo Batman: Knightfall, punto di partenza fondamentale per le storie del Batman anni novanta. A questa viene abbinata anche una serie (tipo flip book) dedicata a Catwoman e Wonder Woman (quindi tutta al femminile) e la collana Le leggende di Batman (dal giugno 1996). Le edizioni Play sono caratterizzate da una qualità di stampa mediocre e da buone traduzioni, sono quindi migliori di gran parte del materiale Rizzoli ma inferiori mediamente alla Comic Art. Emerge inoltre una difficoltà oggettiva a proporre serie DC che riescano a reggere il mercato per più di 2 o 3 anni (fatta eccezione per le icone Batman e Superman). Nel 1992 si chiude infatti la serie sullo storico gruppo Justice League (dopo soli due anni dal debutto; verrà poi riproposta nel 1998 in albetti di 48 pagine con un'ottima colorazione e qualità di stampa), inoltre viene proposto il ciclo di storie di Grant Morrison (ai vertici delle classifiche di vendita negli USA). La serie dura però solo 22 numeri e chiude nell'ottobre del 1999. Da notare che nel 1998 chiudono Flash con il n.38, Superman Classic con il n.43 e Wonder Woman con il n.21. L'anno dopo a luglio chiudono anche le serie Batman (con il numero doppio 81/82) e Superman (con il n.124/125). A gennaio 2000 chiude anche la rivista Play Magazine (collana ombrello per miniserie, albi unici e annual DC) con il numero 43. La Play Press si è quindi trovata in difficoltà proprio nel momento in cui (dal 1995) è divenuta l'unica licenziataria del materiale DC Comics. Questo è dovuto al progressivo declino della cura dei redazionali, traduzioni e qualità di stampa e l'aumento dell'offerta e dei costi delle testate. Bisogna però tener conto del radicale cambiamento del mercato fumettistico italiano dopo il 1994. In quest'anno infatti la Marvel Comics fonda la Marvel Italia che prende in gestione l'intero Universo Marvel con un'ottima edizione e rapporto qualità/prezzo. Allo stesso tempo si assiste all'esplosione di vendite dei manga giapponesi, che conquistano l'interesse soprattutto dei lettori delle nuove generazioni. A questo si aggiunge la crescita d'interesse per l'intrattenimento videoludico e l'espandersi del mercato delle console e dei videogiochi, elemento che sottrae risorse economiche a quella fascia di pubblico che dovrebbe essere maggiormente interessata ai comics supereroistici (questo fattore colpisce anche il mercato statunitense). La Play decide quindi di affidare alla distribuzione nelle fumetterie di gran parte del materiale DC (quindi tramite il mercato diretto) scomparendo quasi completamente dalle edicole. A novembre del 1999 c'è un tentativo di rilancio di Batman e Superman con due serie per le edicole dal titolo Batman nuova serie e Superman nuova serie. Il formato, i contenuti ed i prezzi sono però fuori mercato. Si tratta di albi quindicinali di 48 pagine a £3500 che aumentano a £4000 per poi arrivare a £8000 per 64 pagine mensile. La qualità della stampa e dei colori non è sempre all'altezza della Marvel Italia e a questo si aggiunge la presentazione di storie di Batman e Superman non esaltanti. Non va meglio sul versante delle fumetterie e librerie, perché le serie vengono raccolte in volumi costosi e non sempre con un'ottima resa grafica. Nell'ottobre del 2003 la Play cerca di tornare nelle edicole con la serie antologica DC Universe. La serie propone uno dei cicli migliori di Batman cioè Batman: Hush di Jeph Loeb e Jim Lee a cui si aggiungono Superman: Birthright di Mark Waid e Formerly Known as the Justice League del trio DeMatteis-Giffen-Maguire (seguito del celebre ciclo della Justice League International). A queste si aggiunge successivamente il ciclo di Superman di Brian Azzarello e Jim Lee (una delle opere di maggior successo della DC negli anni duemila). DC Universe chiude però con il n.27 nel luglio 2006. La chiusura della serie lascia incompiuta la miniserie Lanterna Verde - Rinascita di Geoff Johns, l'opera che ha definitivamente reintrodotto Hal Jordan come Lanterna Verde nell'Universo DC. Visto il successo di Batman e Superman disegnati da Jim Lee, la Play lancia due serie Batman Magazine e Superman Magazine che le ripropongono ai lettori ad un prezzo inferiore (in quanto non contenute nell'antologico DC Universe da €5). Le serie sono comunque chiuse nel 2006 così come qualsiasi altra pubblicazione di materiale DC da parte di Play Press. Questa termina il suo periodo di gestione delle opere DC nella completa disaffezione da parte dei lettori che ne accusano l'incapacità di optare per un piano editoriale coerente, per una politica dei prezzi troppo alta, qualità della colorazione-stampa-traduzione quasi sempre mediocri, e per l'opportunità fallita di presentare in maniera organica (anche se incompleta) l'Universo DC in Italia (di cui è stata unica licenziataria dal 1995 al 2006). L'editore però non è mai riuscito a riprendersi dai suoi errori e cede anticipatamente i diritti DC a luglio 2006 nonostante scadessero a dicembre di quell'anno.

## La gestione spagnola di Planeta DeAgostini (2006-2011)
Nell'estate del 2006 i diritti per pubblicare la DC in Italia passano ad un editore spagnolo. Si tratta della Planeta DeAgostini, nata dalla fusione della De Agostini e l'iberica Planeta, il più grande editore di fumetti in lingua spagnola del mondo. Quest'ultima aveva perso dal 2005 i diritti di pubblicazione del materiale Marvel Comics a discapito della Panini Comics. Decide quindi di prendere il controllo dei diritti DC sia per i paesi di lingua spagnola che per l'Italia. Fino ad allora l'edizione iberica dei fumetti Marvel gestita dalla Planeta era stata di ottimo livello e con un'intelligente proposta editoriale a cui si aggiungevano le enormi risorse economiche della casa editrice spagnola. Le premesse sembravano preannunciare un'edizione italiana degli albi DC curata nella qualità e nelle proposte, all'altezza di quanto avveniva per la Marvel grazie alla Panini Comics. Le aspettative vennero però disilluse da traduzioni sbagliate, albi pieni di refusi e scelte editoriali discutibili e fuori mercato. Questa difficoltà nel gestire il materiale DC derivava anche dal fatto che i redattori della Planeta responsabili delle edizioni Marvel erano passati alla redazione della Panini Comics lasciando un vuoto di esperienza difficilmente colmabile. L'esordio avvenne con la serie Uomo d'Acciaio: Le avventure di Superman che uscì ad agosto con data di copertina settembre 2006. La rapidità con cui venne lanciata la serie dipendeva dal voler sfruttare l'ondata mediatica sul personaggio in seguito all'uscita del film Superman Returns. I primi 7 numeri di questa serie erano talmente pieni di refusi spagnoleggianti e difetti di traduzione da essere ristampati e allegati nei numeri successivi. Nei piani della Planeta c'era l'intenzione di allineare la continuity della DC in tempo per Crisi infinita (2007) dopo la quale era decisa a lanciare innumerevoli albi. Il problema era che Crisi infinita non poteva essere presa come punto di riferimento per un rilancio dell'Universo DC e le scelte della Planeta non contribuirono ad attirare nuovi lettori. Le pubblicazione lanciate nel 2007 erano spesso di periodicità bimestrale o trimestrale e puntavano su personaggi e serie difficilmente riconoscibili e apprezzabili in un mercato che cominciava a risentire di una crisi incombente. Tra queste c'era la collana dedicata a Lanterna Verde e Freccia Verde che si alternavano di mese in mese (confondendo il lettore), Supergirl e la Legione dei Super-eroi (con serie in calo di vendite anche in USA), l'antologica DC Presenta che puntava sul supergruppo degli Outsiders. A queste si aggiungevano varie testate su Superman e Batman, tra cui spiccava la serie team-up Superman/Batman di Jeph Loeb e Ed McGuinness, reduce da un grande successo in patria. L'intero parco testate continuava a soffrire di un'edizione deficitaria nelle traduzioni, una periodicità non regolare e un rapporto qualità prezzo non competitivo con la concorrenza. Difatti tra il 2008 e il 2009 vennero chiuse quasi tutte le pubblicazioni da edicola della Planeta, che continuò a proporre volumi cartonati e brossurati da distribuire nel circuito librario e delle fumetterie.
Tra le novità d'interesse di questo periodo c'era la proposta delle edizioni cartonate Absolute (tra cui quelle del Sandman di Neil Gaiman e il Preacher di Garth Ennis) e le raccolte di storie del periodo Bronze Age in volumetti brossurati (anche in bianco e nero). Rimaneva però il problema dei refusi, basti vedere la traduzione di Cavaliere Oscuro delle opere di Frank Miller in CavalierO Oscuro. Per difetti simili il Watchmen di Alan Moore in versione Absolute dovette essere ristampato con edizione rivista mentre l'attesissima raccolta cartonata di Crisi sulle Terre infinite con compendio (in custodia) e copertina di Alex Ross venne ritirato dal mercato e macerata per difetti di stampa. Tra il 2011 e il 2012 avvenne il passaggio alla RW Edizioni di Novara e i diritti dell'editore di Superman e Batman tornano ad essere gestiti in Italia.
Dal 2006 al 2011 vi sono stati altri editori che hanno pubblicato materiale DC Comics oltre alla Planeta de Agostini che aveva puntato principalmente sull'universo supereroistico le serie Vertigo. Magic Press pubblicava le storie della WildStorm e la Kappa Edizioni quelle di The Spirit e le graphic novel di Will Eisner. La Panini Comics propose la nuova serie di Spirit di Darwyn Cooke contenente nuove storie sul classico personaggio di Eisner.

## RW Edizioni (2011-2020)
Da fine 2011, i diritti per la pubblicazione di gran parte delle opere edite dalla DC Entertainment in Italia era detenuta dalla RW Edizioni. Il primo numero pubblicato è JLA Zero, distribuito come copia omaggio nel gennaio 2012. Nell'editoriale dell'albo si annunciò l'intenzione di iniziare la pubblicazione partendo dalle serie nate dal reboot dell'universo DC avvenuto dopo la miniserie Flashpoint e che ha visto il lancio di 52 nuove serie (denominate The New 52 in originale) sul mercato statunitense.

## Panini Comics (2020-presente)
Il 13 gennaio 2020 Panini Comics e la DC annunciano che dal 2 aprile 2020 sarà l'editore di Modena a pubblicare i fumetti DC in Italia, subentrando a RW. Da notare che la Panini è l'editore per l'Italia dei fumetti Marvel Comics e detiene i diritti per la pubblicazione di diverse opere del mercato indipendente tra cui alcune della Image Comics, terzo polo fumettistico dopo le Big-Two (Marvel e DC). Se si considerano i diritti detenuti dalla Panini sulla produzione del duopolio Marvel-DC e su diversi fumetti indipendenti, alcuni pubblicati da Image, altri da Dark Horse Comics, Oni Press e altre, dall'aprile 2020 l'editore aveva in mano oltre il 75% della produzione statunitense di comic book. Guardando poi al genere mainstream di quel mercato, ovvero i supereroi, ne detiene il controllo quasi totale essendo la produzione supereroistica il principale genere delle pubblicazioni Marvel-DC. Insieme alla Panini, vi sono altre due case editrici minori che pubblicano materiale DC, ovvero l'Editoriale Cosmo e l'Editrice Il Castoro. La Cosmo pubblica dal 2019 le raccolte in volumi cartonati delle comic strip di Superman, Batman e Wonder Woman del periodo Golden Age e Silver Age. Si tratta delle strisce giornaliere e delle tavole domenicali pubblicate sui quotidiani statunitensi. Per quanto riguarda Superman si è concentrata sulla proposta rigorosamente cronologica e completa delle strisce a fumetti della Golden Age, e lo stesso vale per Wonder Woman. Per quanto riguarda Batman la pubblicazione si è rivolta principalmente sulle comic strip di fine anni sessanta, strisce tra le più popolari dell'epoca in quanto pubblicate in concomitanza con la serie televisiva che vedeva protagonista Adam West. A fianco a queste raccolte di prestigio la Cosmo pubblica anche la collana Showcase Presenta composta da volumi di oltre 500 pagine in bianco e nero. Al momento ha visto la pubblicazione di materiale della Silver Age tratto dalle serie classiche di Superman, Batman e Justice League.
Il 3 febbraio 2020 la casa editrice Il Castoro annuncia di aver acquisito i diritti per la pubblicazione in Italia di tutte le testate dell'etichetta DC Graphic Novels for Young Adults.. Si tratta di opere realizzate per lettori "Young Adult" (tra i 13 e 17 anni) realizzate da alcuni degli autori best seller più acclamati del settore. Nonostante abbiano come protagonisti i personaggi del principale Universo DC, non sono storie in continuity con le altre serie supereroistiche dando quindi possibilità a scrittori e disegnatori di rimodellare i personaggi in base alle tematiche delle storie raccontate. Il progetto per questo tipo di collana era stato varato negli Stati Uniti nel 2019 con l'imprint DC Ink, chiuso però pochi mesi dopo per un repentino ripensamento sul rebrand delle testate DC Comics. La pubblicazione delle opere di questo tipo continua però nella linea DC Graphic Novels For Young Adults. La partnership con Il Castoro viene inaugurata il 27 febbraio 2020 con Harley Quinn: Breaking Glass (pubblicato in Italia con il titolo Gotham arrivo!). Ai testi vi è la scrittrice Mariko Tamaki, vincitrice dell'Eisner Award e Caldecott Honor Winner, i disegni sono affidati a Steve Pugh. Originariamente l'opera è stata distribuita negli USA il 28 agosto 2019 per l'imprint DC Ink. L'edizione italiana esordisce a febbraio per cavalcare il rinnovato interesse intorno ad Harley Quinn in seguito all'uscita del film Birds of Prey e la fantasmagorica rinascita di Harley Quinn il 6 febbraio 2020.